# Audi A4
Audi A4 je automobil iz srednje klase njemačke marke Audi i proizvodi se od 1994. godine. Trenutačno je u proizvodnji četvrta generacija.

## Audi A4 B5
Audi A4 B5 (Tip 8D) se proizvodio od 1994. – 2000. godine. Temeljen je na Volkswagen Passatu četvrte generacije. Karavan, kod Audija zvan Avant je došao 1995. 1997. je doživio blagi redizajn, a promijenjena su prednja i stražnja svjetla te su u ponudu dodani neki motori.

### Motori
Benzin
| Model                     | Obujam cm³                | Broj ventila              | Max. snaga kW (ka) pri min-1 | Max. broj okretaja Nm pri min-1 | Komentari                                   | Proizvodnja               |
| Redni motori s 4 cilindra | Redni motori s 4 cilindra | Redni motori s 4 cilindra | Redni motori s 4 cilindra    | Redni motori s 4 cilindra       | Redni motori s 4 cilindra                   | Redni motori s 4 cilindra |
| ------------------------- | ------------------------- | ------------------------- | ---------------------------- | ------------------------------- | ------------------------------------------- | ------------------------- |
| 1.6                       | 1595                      | 8                         | 74 (101) / 5300              | 140 / 3800                      | -                                           | 11./1994. – 05./2001.     |
| 1.6                       | 1595                      | 8                         | 75 (102) / 5600              | 148 / 3800                      | -                                           | 06./2000. – 09./2001.     |
| 1.8                       | 1781                      | 20                        | 92 (125) / 5800              | 173 / 3950                      | također dostupan s quattro pogonom          | 11./1994. – 04./1999.     |
| 1.8                       | 1781                      | 20                        | 92 (125) / 5800              | 168 / 3500                      | također dostupan s quattro pogonom          | 07./1998. – 09./2001.     |
| 1.8 T                     | 1781                      | 20                        | 110 (150) / 5700             | 210 / 1750–4600                 | također dostupan s quattro pogonom          | 11./1994. – 09./2001.     |
| 1.8 T                     | 1781                      | 20                        | 132 (180) / 6200             | 235 / 2000–4600                 | također dostupan s quattro pogonom          | 10./1997. – 09./2001.     |
| V6                        |                           |                           |                              |                                 |                                             |                           |
| 2.4                       | 2393                      | 30                        | 120 (163) / 5900             | 230 / 3200                      | također dostupan s quattro pogonom          | 08./1998. – 09./2001.     |
| 2.4                       | 2393                      | 30                        | 121 (165) / 5900             | 230 / 3200                      | također dostupan s quattro pogonom          | 08./1997. – 09./2001.     |
| 2.6                       | 2598                      | 12                        | 102 (139) / 5500             | 210 / 3500                      | također dostupan s quattro pogonom          | 04./1995. – 07./1997.     |
| 2.6                       | 2598                      | 12                        | 110 (150) / 5500             | 225 / 3500                      | također dostupan s quattro pogonom          | 11./1994. – 07./1998.     |
| 2.8                       | 2771                      | 12                        | 128 (174) / 5500             | 250 / 3000                      | također dostupan s quattro pogonom          | 11./1994. – 07./1997.     |
| 2.8                       | 2771                      | 30                        | 142 (193) / 6000             | 280 / 3200                      | također dostupan s quattro pogonom          | 03./1996. – 09./2001.     |
| S4                        | 2671                      | 30                        | 195 (265) / 5800             | 400 / 1850–3600                 | samo dostupan s Bi-Turbom i quattro pogonom | 10./1997. – 09./2009.     |
| RS4                       | 2671                      | 30                        | 280 (380) / 6100–7000        | 440 / 2500–6000                 | samo dostupan s Bi-Turbom i quattro pogonom | 06./2000. – 09./2001.     |

Diesel
| Model                     | Obujam cm³                | Broj ventila              | Max. snaga kW (ka) pri min-1 | Max. broj okretaja Nm pri min-1 | Komentari                          | Proizvodnja               |
| Redni motori s 4 cilindra | Redni motori s 4 cilindra | Redni motori s 4 cilindra | Redni motori s 4 cilindra    | Redni motori s 4 cilindra       | Redni motori s 4 cilindra          | Redni motori s 4 cilindra |
| ------------------------- | ------------------------- | ------------------------- | ---------------------------- | ------------------------------- | ---------------------------------- | ------------------------- |
| 1.9 TDI                   | 1896                      | 8                         | 55 (75) / 4000               | 150 / 1500–3200                 | -                                  | 03./1996. – 06./2000.     |
| 1.9 TDI                   | 1896                      | 8                         | 66 (90) / 4000               | 202 / 1900                      | -                                  | 01./1995. – 07./1996.     |
| 1.9 TDI                   | 1896                      | 8                         | 66 (90) / 4000               | 202 / 1900                      | -                                  | 08./1996. – 06./2000.     |
| 1.9 TDI                   | 1896                      | 8                         | 66 (90) / 4000               | 210 / 1900                      | -                                  | 04./1997. – 09./2001.     |
| 1.9 TDI                   | 1896                      | 8                         | 81 (110) / 4150              | 225 / 1700–3000                 | -                                  | 02./1996. – 07./1999.     |
| 1.9 TDI                   | 1896                      | 8                         | 81 (110) / 4150              | 235 / 1900                      | također dostupan s quattro pogonom | 08./1999. – 06./2000.     |
| 1.9 TDI                   | 1896                      | 8                         | 85 (115) / 4000              | 285 / 1900                      | -                                  | 08./1998. – 09./2001.     |
| 1.9 TDI                   | 1896                      | 8                         | 85 (115) / 4000              | 310 / 1900                      | samo dostupan s quattro pogonom    | 01./2000. – 09./2001.     |
| V6                        |                           |                           |                              |                                 |                                    |                           |
| 2.5 TDI                   | 2496                      | 24                        | 110 (150) / 4000             | 310 / 1500–3200                 | također dostupan s quattro pogonom | 11./1997. – 09./2001.     |

### Vrste motora i iskustva
U listopadu 1997. godine pojavio se Audi Duo na temelju A4 Avant-a, koji je opremljen s hibridnim pogonom pa je stoga jedan od prvih svjetskih serijskih automobila s hibridnim pogonom. Uz poznati 1,9-litarski TDI motor i 66 kW (90 KS) koristi se i električni motor s 21 kW (29 KS). 
Od svih motora najbolje se pokazao 1.9TDI motor s 90 konjskih snaga odnosno 66kW, te šesterocilindarski benzinac 2.8 v6 s 194 konjske snage. Te uz lošiju izvedbu benzinskog motora 1.6 benzin, četverocilindraš koji se najlošije pokazao, uz veliku potrošnju i mali odziv gasa te dosta mehaničkih kvarova zbog čega se i naposljetku izbacio potpuno s audijevog trzista.
Kupci također pokazuju suzdržanost zbog troškova oko 60.000 DEM (oko 180.000 KN). Manje od 100 vozila su se prodala.

### Verzije
- Limuzina
- Avant

## Audi A4 B6
Audi A4 B6 (Tip 8E/8H) se proizvodio od 2000. – 2004. godine. Dizajnom jako podsjeća na Audi A6 druge generacije. Top model S4 došao je 2003.

### Motori
Benzin
| Model                     | Obujam cm³                | Broj ventila              | Max. snaga kW (ka) pri min-1 | Max. broj okretaja Nm pri min-1 | Komentari                                                              | Proizvodnja               |
| Redni motori s 4 cilindra | Redni motori s 4 cilindra | Redni motori s 4 cilindra | Redni motori s 4 cilindra    | Redni motori s 4 cilindra       | Redni motori s 4 cilindra                                              | Redni motori s 4 cilindra |
| ------------------------- | ------------------------- | ------------------------- | ---------------------------- | ------------------------------- | ---------------------------------------------------------------------- | ------------------------- |
| 1.6                       | 1595                      | 8                         | 75 (102) / 5600              | 148 / 3800                      | -                                                                      | 2000. – 2004.             |
| 1.8 T                     | 1781                      | 20                        | 110 (150) / 5700             | 210 / 1750–4600                 | također dostupan s quattro pogonom                                     | 2000. – 2002.             |
| 1.8 T                     | 1781                      | 20                        | 120 (163) / 5700             | 225 / 1950–4700                 | također dostupan u A4 Cabrioletu i u kombinaciji s quattro pogonom     | 2002. – 2005.             |
| 1.8 T                     | 1781                      | 20                        | 140 (190) / 5700             | 240 / 1980–5400                 | također dostupan s quattro pogonom                                     | 2002. – 2004.             |
| 2.0                       | 1984                      | 20                        | 96 (130) / 5700              | 195 / 3300                      | također dostupan u A4 Cabrioletu                                       | 2000. – 2005.             |
| 2.0 FSI                   | 1984                      | 16                        | 110 (150) / 6000             | 200 / 3250–4250                 | -                                                                      | 2002. – 2004.             |
| V6                        |                           |                           |                              |                                 |                                                                        |                           |
| 2.4                       | 2393                      | 30                        | 125 (170) / 6000             | 230 / 3200                      | također dostupan u A4 Cabrioletu                                       | 2001. – 2005.             |
| 3.0                       | 2976                      | 30                        | 162 (220) / 6300             | 300 / 3200                      | također dostupan u A4 Cabrioletu i u kombinaciji s quattro pogonom     | 2000. – 2005.             |
| V8                        |                           |                           |                              |                                 |                                                                        |                           |
| S4                        | 4163                      | 40                        | 253 (344) / 7000             | 410 / 3500                      | također dostupan u S4 Cabrioletu, samo u kombinaciji s quattro pogonom | 2003. – 2005.             |

Diesel
| Model                     | Obujam cm³                | Broj ventila              | Max. snaga kW (ka) pri min-1 | Max. broj okretaja Nm pri min-1 | Komentari                                                                                 | Proizvodnja               |
| Redni motori s 4 cilindra | Redni motori s 4 cilindra | Redni motori s 4 cilindra | Redni motori s 4 cilindra    | Redni motori s 4 cilindra       | Redni motori s 4 cilindra                                                                 | Redni motori s 4 cilindra |
| ------------------------- | ------------------------- | ------------------------- | ---------------------------- | ------------------------------- | ----------------------------------------------------------------------------------------- | ------------------------- |
| 1.9 TDI                   | 1896                      | 8                         | 74 (101) / 4000              | 250 / 1900                      | -                                                                                         | 2000. – 2004.             |
| 1.9 TDI (PD)              | 1896                      | 8                         | 85 (115) / 4000              | 285 / 1900                      | -                                                                                         | 2004.                     |
| 1.9 TDI                   | 1896                      | 8                         | 96 (130) / 4000              | 285 / 1750–2500                 | samo u kombinaciji s 5-stupnom ruč. mj.                                                   | 2000. – 2004.             |
| 1.9 TDI                   | 1896                      | 8                         | 96 (130) / 4000              | 310 / 1900                      | samo u kombinaciji sa 6-stupnom ruč. mj. ili aut. mj.; također dostupan s quattro pogonom | 2000. – 2004.             |
| V6                        |                           |                           |                              |                                 |                                                                                           |                           |
| 2.5 TDI                   | 2496                      | 24                        | 114 (155) / 4000             | 310 / 1400–3500                 | -                                                                                         | 2000. – 2002.             |
| 2.5 TDI                   | 2496                      | 24                        | 120 (163) / 4000             | 310 / 1400–3600                 | također dostupan u A4 Cabrioletu                                                          | 2002. – 2003.             |
| 2.5 TDI                   | 2496                      | 24                        | 120 (163) / 4000             | 310 / 1400–3600                 | također dostupan u A4 Cabrioletu, samo u kombinaciji s aut. mj.                           | 2003. – 2005.             |
| 2.5 TDI                   | 2496                      | 24                        | 120 (163) / 4000             | 350 / 1500–3000                 | također dostupan u A4 Cabrioletu, samo u kombinaciji s ruč. mj.                           | 2003. – 2005.             |
| 2.5 TDI                   | 2496                      | 24                        | 132 (180) / 4000             | 370 / 1500–2500                 | također dostupan s quattro pogonom                                                        | 2000. – 2004.             |

### Verzije
- Limuzina
- Avant
- Kabriolet

## Audi A4 B7
Treća generacija B7 (Tip 8E/8H) Audija A4 se proizvodi od kraja 2004. godine i vodi se pod brojem tipa 8E. On je zaparvo samo temeljito redizajnirani B6, no zbog jako puno promjena Audi je B7 nazvao potpuno novim automobilom. Dobio je potpuno novu karoseriju. Promijenila su se prednja i stražnja svijetla i cjelokupna linija auta, a uočljiva je i nova maska, tzv. Single-Frame. 2005. su došli i novi moderni FSI motori s izravnim ubrizgavanjem goriva.

### Motori
Benzin
| Model                     | Obujam cm³                | Broj ventila              | Max. snaga kW (ka) pri min-1 | Max. broj okretaja Nm pri min-1 | Komentari | Proizvodnja               |
| Redni motori s 4 cilindra | Redni motori s 4 cilindra | Redni motori s 4 cilindra | Redni motori s 4 cilindra    | Redni motori s 4 cilindra       | Redni motori s 4 cilindra | Redni motori s 4 cilindra |
| ------------------------- | ------------------------- | ------------------------- | ---------------------------- | ------------------------------- | --- | ------------------------- |
| 1.6                       | 1595                      | 8                         | 75 (102) / 5600              | 148 / 3800                      | - | 2004. – 2008.             |
| 1.8 T                     | 1781                      | 20                        | 120 (163) / 5700             | 225 / 1950–4700                 | također dostupan u A4 Cabrioletu i s quattro pogonom                                                                                               | 2004. – 2008.             |
| 2.0                       | 1984                      | 20                        | 96 (130) / 5700              | 195 / 3300                      | - | 2004. – 2008.             |
| 2.0 TFSI e                | 1984                      | 16                        | 125 (170) / 4300–6000        | 280 / 1800–4200                 | - | 2007. – 2008.             |
| 2.0 TFSI                  | 1984                      | 16                        | 147 (200) / 5100–6000        | 280 / 1800–5000                 | također dostupan u A4 Cabrioletu i s quattro pogonom                                                                                               | 2004. – 2008.             |
| 2.0 TFSI                  | 1984                      | 16                        | 162 (220) / 5900–6100        | 300 / 2200–4000                 | također dostupan s quattro pogonom; ponajprije dostupan samo u A4 DTM Edition kao limuzina, od polovice 2006. također dostupan za limuzinu i Avant | 2005. – 2008.             |
| V6                        |                           |                           |                              |                                 | |                           |
| 3.2 FSI                   | 3123                      | 24                        | 188 (255) / 6500             | 330 / 3250                      | također dostupan u A4 Cabrioletu i samo s quattro pogonom                                                                                          | 2004. – 2008.             |
| V8                        |                           |                           |                              |                                 | |                           |
| S4                        | 4163                      | 40                        | 253 (344) / 7000             | 410 / 3500                      | također dostupan u S4 Cabrioletu i samo s quattro pogonom                                                                                          | 2004. – 2008.             |
| RS4 (FSI)                 | 4163                      | 32                        | 309 (420) / 7800             | 430 / 5500                      | također dostupan u RS4 Cabrioletu i samo s quattro pogonom                                                                                         | 2005. – 2008.             |

Diesel
| Model                     | Obujam cm³                | Broj ventila              | Max. snaga kW (ka) pri min-1 | Max. broj okretaja Nm pri min-1 | Komentari                                                | Proizvodnja               |
| Redni motori s 4 cilindra | Redni motori s 4 cilindra | Redni motori s 4 cilindra | Redni motori s 4 cilindra    | Redni motori s 4 cilindra       | Redni motori s 4 cilindra                                | Redni motori s 4 cilindra |
| ------------------------- | ------------------------- | ------------------------- | ---------------------------- | ------------------------------- | -------------------------------------------------------- | ------------------------- |
| 1.9 TDI                   | 1896                      | 8                         | 85 (115) / 4000              | 285 / 1900                      | -                                                        | 2004. – 2008.             |
| 2.0 TDI                   | 1968                      | 8                         | 103 (140) / 4000             | 320 / 1750–2500                 | također dostupan u A4 Cabrioletu i s quattro pogonom     | 2004. – 2008.             |
| 2.0 TDI                   | 1968                      | 16                        | 103 (140) / 4000             | 320 / 1750–2500                 | također dostupan s quattro pogonom                       | 2004. – 2005.             |
| 2.0 TDI                   | 1968                      | 16                        | 125 (170) / 4200             | 350 / 1750–2500                 | također dostupan s quattro pogonom                       | 2006. – 2008.             |
| V6                        |                           |                           |                              |                                 |                                                          |                           |
| 2.5 TDI                   | 2496                      | 24                        | 120 (163) / 4000             | 310 / 1400–3600                 | samo dostupan s aut. mj.                                 | 2004. – 2005.             |
| 2.5 TDI                   | 2496                      | 24                        | 120 (163) / 4000             | 350 / 1500–3000                 | samo dostupan s ruč. mj.                                 | 2004. – 2005.             |
| 2.7 TDI                   | 2698                      | 24                        | 132 (180) / 3300–4250        | 380 / 1400–3300                 | također dostupan u A4 Cabrioletu                         | 2005. – 2008.             |
| 3.0 TDI                   | 2967                      | 24                        | 150 (204) / 3500–4500        | 450 / 1400–3150                 | samo dostupan s quattro pogonom                          | 2004. – 2005.             |
| 3.0 TDI                   | 2967                      | 24                        | 171 (233) / 4000             | 450 / 1400–3250                 | samo dostupan s quattro pogonom; također u A4 Cabrioletu | 2005. – 2008.             |

### Verzije
- Limuzina
- Avant
- Kabriolet

## Audi A4 B8
Audi A4 B8 (Tip 8K) ima izgled sličan ranije predstavljenom Audiju A5. Limuzina A4 generacije B8  se proizvodi od studenog 2007. godine, a Avant od proljeća 2008. godine. Model je ubrzo ponio titulu jednog od najljepših automobila srednje klase. Zanimljivo je da su svi benzinski i dizelski motori radi smanjenja potrošnje opremljeni turbo punjačima.

### Motori
Benzin
| Model                     | Obujam cm³                | Broj ventila              | Max. snaga kW (ka) pri min-1 | Max. broj okretaja Nm pri min-1 | Komentari                                      | Proizvodnja               |
| Redni motori s 4 cilindra | Redni motori s 4 cilindra | Redni motori s 4 cilindra | Redni motori s 4 cilindra    | Redni motori s 4 cilindra       | Redni motori s 4 cilindra                      | Redni motori s 4 cilindra |
| ------------------------- | ------------------------- | ------------------------- | ---------------------------- | ------------------------------- | ---------------------------------------------- | ------------------------- |
| 1.8 TFSI                  | 1798                      | 16                        | 88 (120)/3650–6200           | 230/1500–3650                   | -                                              | od 2008.                  |
| 1.8 TFSI                  | 1798                      | 16                        | 118 (160)/4500–6200          | 250/1500–4500                   | također dostupan s quattro pogonom             | od 2007.                  |
| 2.0 TFSI                  | 1984                      | 16                        | 132 (180)/4000–6000          | 320/1500–3900                   | -                                              | od 2008.                  |
| 2.0 TFSI                  | 1984                      | 16                        | 155 (211)/4300–6000          | 350/1500–4200                   | također dostupan s quattro pogonom             | od 2008.                  |
| V6                        |                           |                           |                              |                                 |                                                |                           |
| 3.2 FSI                   | 3197                      | 24                        | 195 (265)/6500               | 330/3000–5000                   | također dostupan s quattro pogonom             | od 2007                   |
| S4 (FSI)                  | 2995                      | 24                        | 245 (333)/5500–7000          | 440/2900–5300                   | samo dostupan s quattro pogonom; s kompresorom | od 2009.                  |

Diesel
| Model                     | Obujam cm³                | Broj ventila              | Max. snaga kW (ka) pri min-1 | Max. broj okretaja Nm pri min-1 | Komentari                          | Proizvodnja               |
| Redni motori s 4 cilindra | Redni motori s 4 cilindra | Redni motori s 4 cilindra | Redni motori s 4 cilindra    | Redni motori s 4 cilindra       | Redni motori s 4 cilindra          | Redni motori s 4 cilindra |
| ------------------------- | ------------------------- | ------------------------- | ---------------------------- | ------------------------------- | ---------------------------------- | ------------------------- |
| 2.0 TDI1.9 TDI            | 1968                      | 16                        | 88 (120)/4200                | 290/1750–2500                   | -                                  | od 2008.                  |
| 2.0 TDI e                 | 1968                      | 16                        | 100 (136)/4200               | 320/1750–2500                   | -                                  | od 2009.                  |
| 2.0 TDI                   | 1968                      | 16                        | 105 (143)/4200               | 320/1750–2500                   | također dostupan s quattro pogonom | od 2007.                  |
| 2.0 TDI                   | 1968                      | 16                        | 125 (170)/4200               | 350/1750–2500                   | također dostupan s quattro pogonom | od 2008.                  |
| V6                        |                           |                           |                              |                                 |                                    |                           |
| 2.7 TDI                   | 2698                      | 24                        | 140 (190)/3500–4000          | 400/1400–3250                   | -                                  | od 2007.                  |
| 3.0 TDI                   | 2967                      | 24                        | 176 (240)/4000–4400          | 500/1500–3000                   | samo dostupan s quattro pogonom    | od 2007.                  |

### Verzije
- limuzina
- Avant
- allroad quattro

## Vanjske poveznice
- Audi Hrvatska  Arhivirana inačica izvorne stranice od 5. veljače 2008. (Wayback Machine)